# Ківш (посуд)

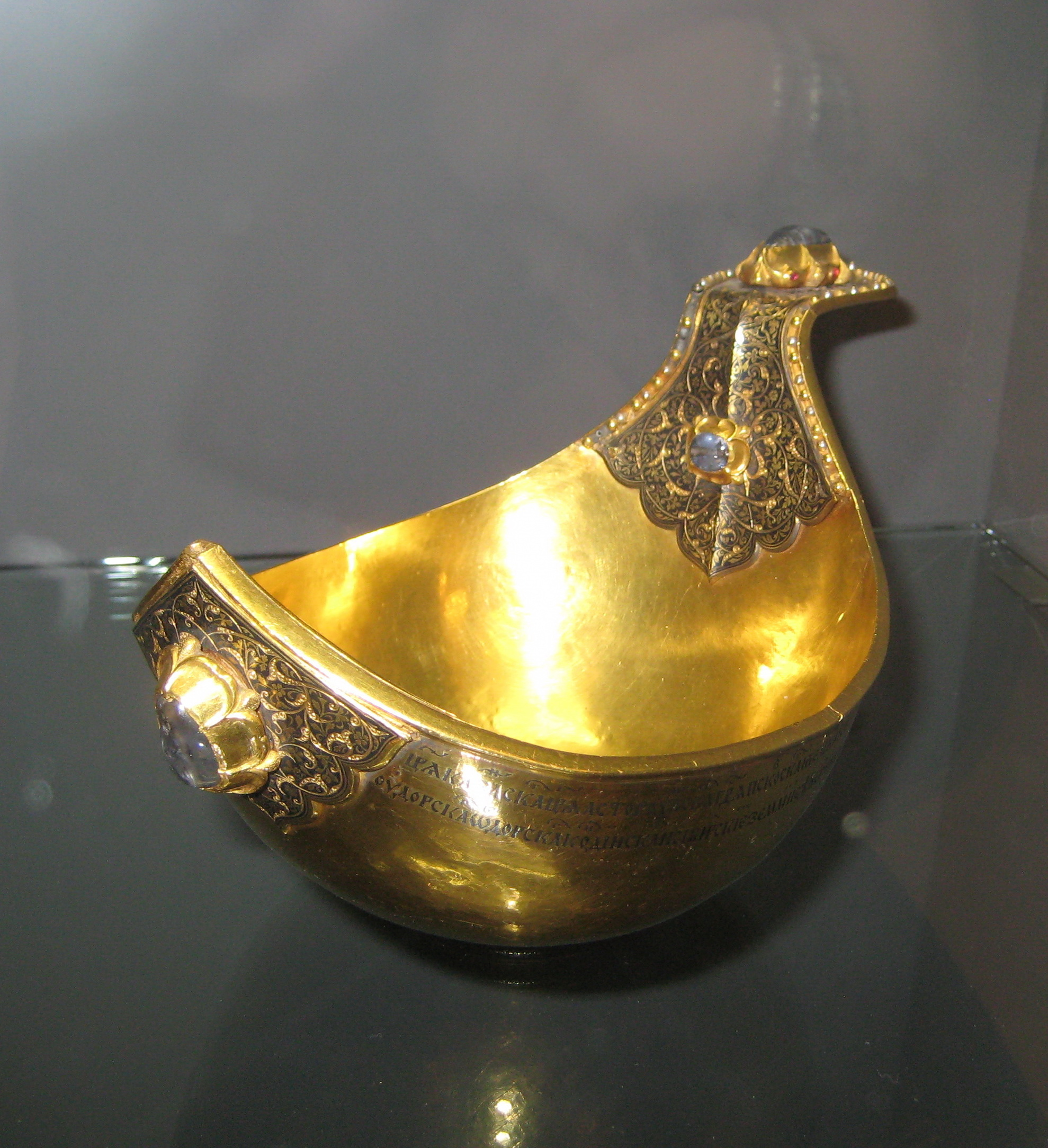
Московський золотой ківш (після 1563). Подарунок Петра І саксонському курфюрстові Августу

Ківш (род. відм. ківша́ і ковша́), також коря́к, черпа́к — кругла відкрита посудина з ручкою для зачерпування води, має округле, кулеподібне дно. Залежно від призначення, ковші можуть мати різні розміри та форму.
Слово ківш вважається запозиченням з балтійських мов: від лит. kaušas («ополоник», «ківш», «велика ложка», «череп», «черепашка»), можливо, спорідненого зі слов'янським «чаша». Звідси також діал. кувшин («глек»).

## Ківш для пиття

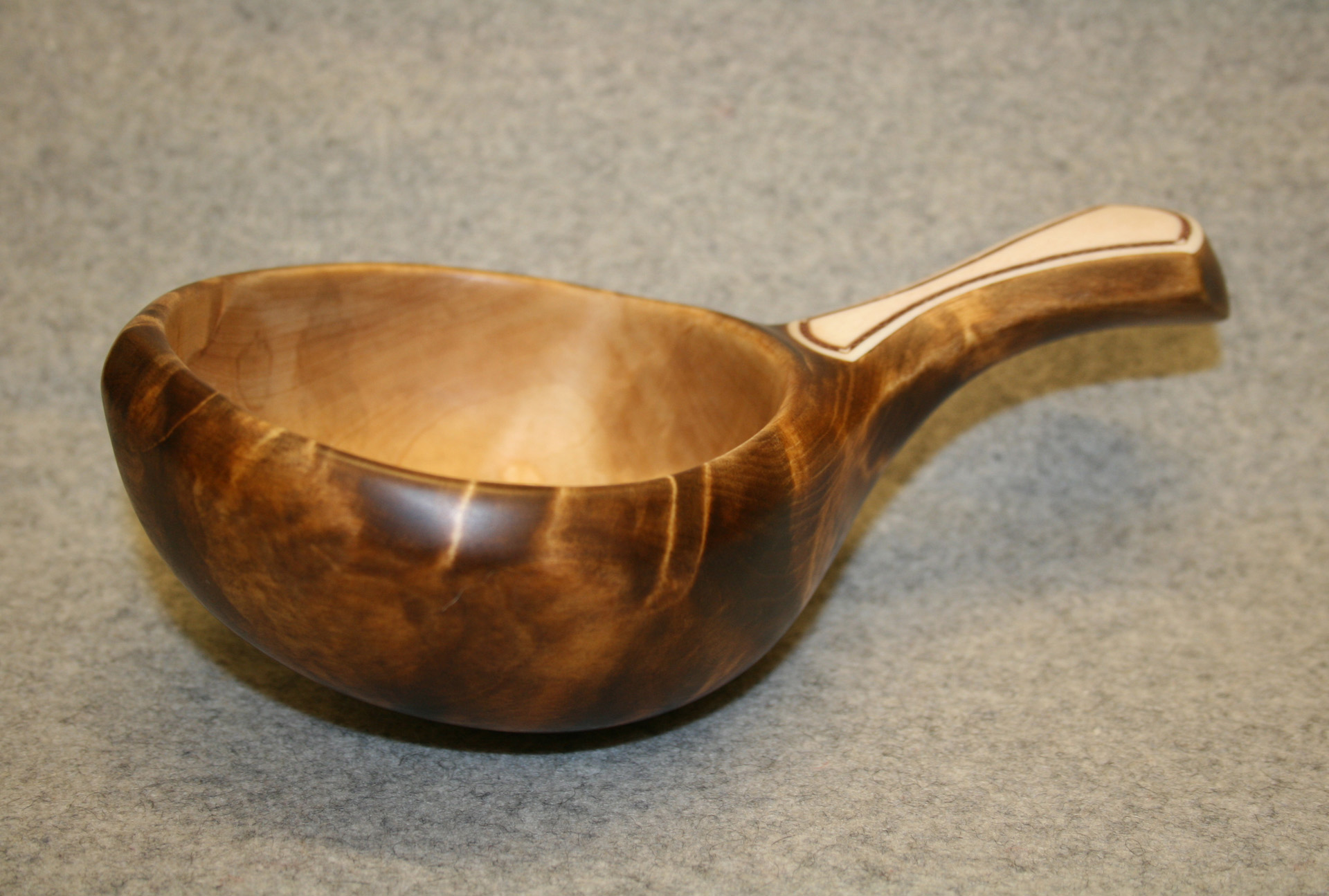
Корець. Швеція

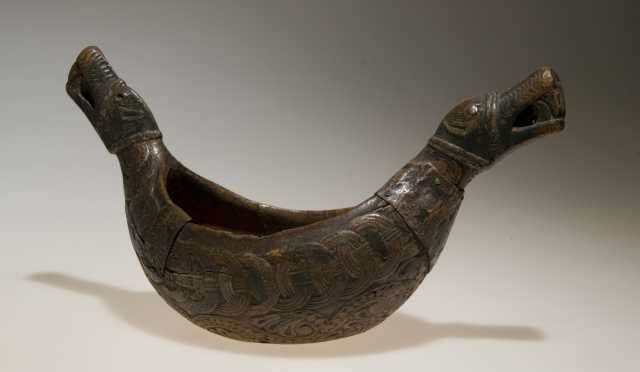
Ківш з двома ручками. Норвегія

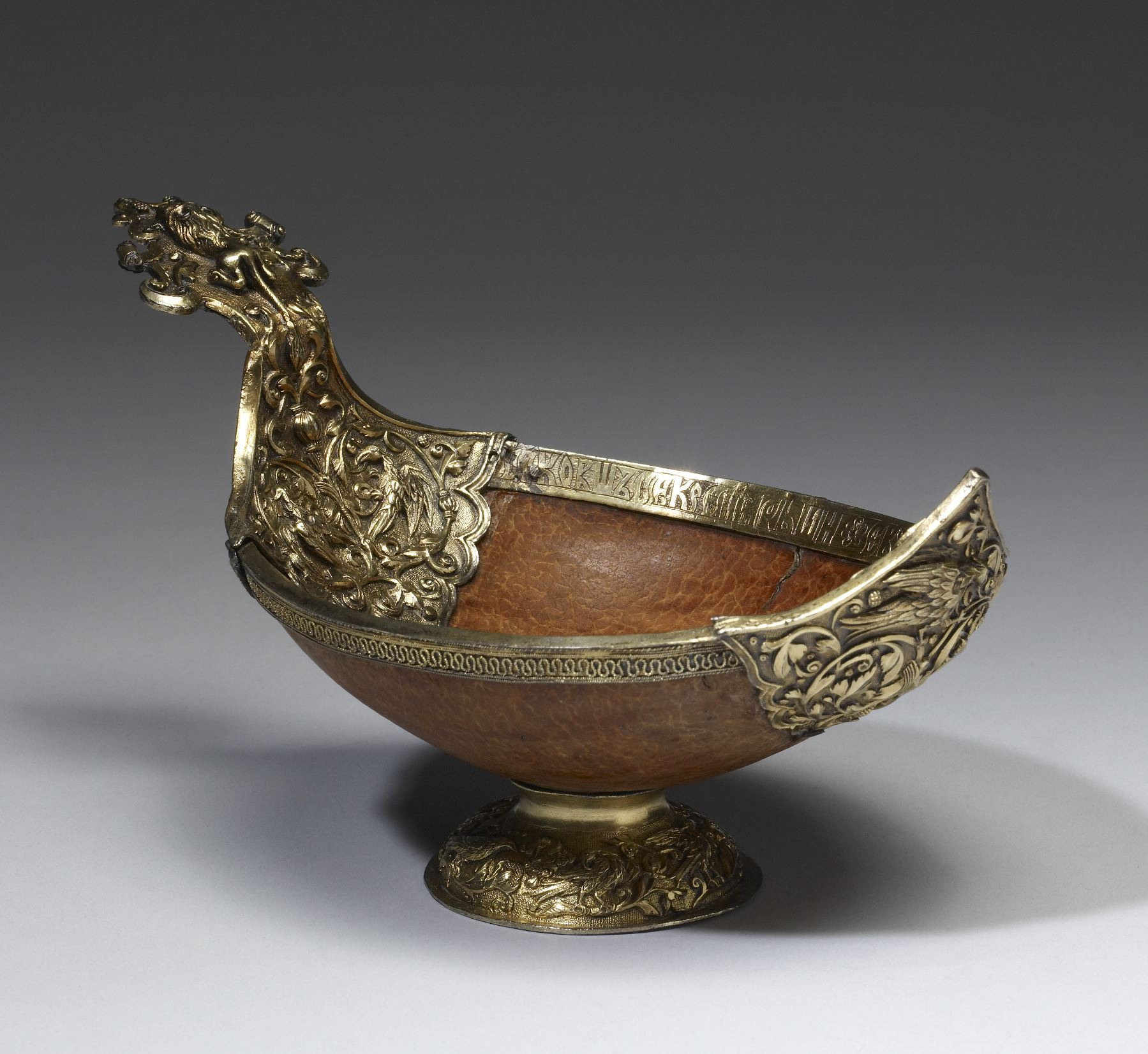
Корець для горілки. Росія, XVII ст.

Ковші в старовину використовували для пиття води, меду, пива, горілки, черпаючи з великої посудини (діжки, барильця). Такі ковші мають невеликі розміри, нагадують об'ємну дерев'яну ложку, часто споряджені гачком на ручці. Інші назви такого ковша — коряк, корець, кірець (зменшене від прасл. *korъ, *korь — «посудина з кори»), поставе́ць. Невеликі ковші для горілки в Україні жартома називались «миха́йликами».
Ковші були поширеним посудом для пиття у Стародавній Русі. Матеріалом для них міг слугувати кап — завдяки переплетінню волокон поверхня ковша мала на зрізі незвичайну текстуру, а гачок на кінці ручки виходив з кокори — кореневого відростка стовбура. Кілька ковшів підвішувалися гачками до крайок братини, яндоли, з якими їх часто робили в одному стилі.
Відомі ковші з двома ручками — одну з них часто робили у вигляді голови птаха або коня.

## Ківш для лазні
Ковші в лазні використовують для того, щоб поливати водою піч-кам'янку або для обливання тіла. Вони можуть бути дерев'яними, металевими або пластиковими.
Найкращим матеріалом для дерев'яних ковшів вважається кедр, липа, осика, а також дуб, ясен, шовковиця. Існують як цільні, вирізані з одного шматка дерева ковші (як дерев'яні ложки), так і складені з окремих дощечок в бондарській техніці. Ручка може бути прикріплена горизонтально (для поливання водою) або вертикально (для черпання води з високої вузької посудини).
Перед першим використанням дерев'яні ковші годину вимочують у воді. Для миття ковшів не можна вживати хімічні засоби, краще чистити їх гірчичним порошком. Щоб подовжити термін служби, дерев'яні ковші покривають воском або просочують оліфою.

## Кухонний посуд

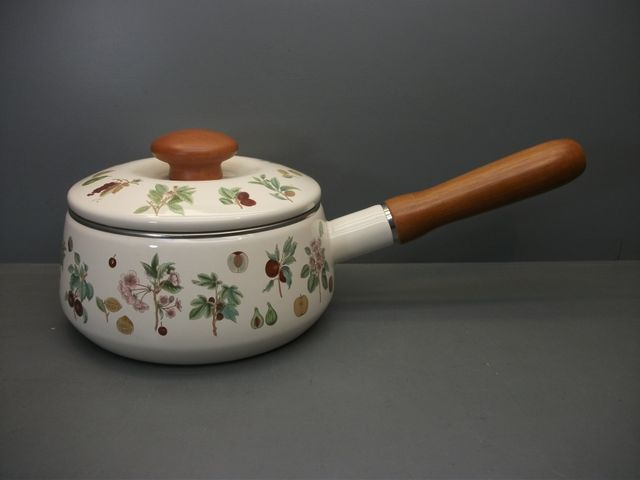
Кухонний емальований ківш

Кухонний ківш — невелика каструля, рондель з довгою ручкою, часто споряджені кришкою. Використовується для варення каш, яєць, підігрівання води, молока.

## У культурі
- Випити (сьорбнути) ківш лиха (знати, почому ківш лиха) — зазнати багато горя, страждань, клопоту, неприємностей
- Зливати в один ківш — змішувати, не розбираючи
- Хоч поганий ківш, та без нього гірш — треба обходитися тим, що є
- Коли ігумен за чарку, то братія за ківш — приклад старшого заразливий
- Чарка горілки — лиха ківш
- За ківш, так і за ніж; за чарку, так і за сварку
- Казці кінець, а мені — меду корець
- І в корці води не піймаєш
- Навесні корець дощу ложку болота дає, восени ложка дощу — корець болота (в маю корець дощу, крапля болота)

## Галерея

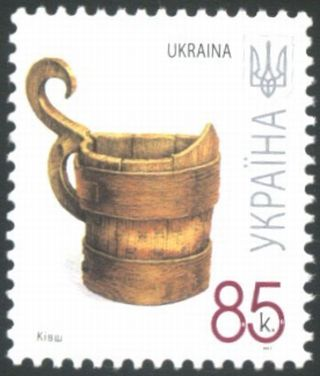
Поштова марка "Ківш, 85 к.", Пошта України, 2007 рік